# آندرس پورسانگر
آندرس پورسانگر (انگلیسی: Anders Porsanger; ۱ ژانویهٔ ۱۷۳۵ – ۱ ژانویهٔ ۱۷۸۰) زبان‌شناس، و کشیش اهل نروژ بود. پورسانگر یک زبان‌شناس سامی شمالی و اولین سامی بود که تحصیلات عالی دریافت کرد. در سال ۱۷۵۲، از او دعوت شد تا در تلاش‌هایش برای ایجاد یک فرهنگ لغت سامی به پروفسور کنوت لیم کمک کند، در حالی که در مدرسه کلیسای جامع تروندهایم مشغول تحصیل بود. پورسانگر تحصیلات الهیات خود را در کپنهاگ ادامه داد و آن را با موفقیت در سال ۱۷۶۱ به پایان رساند. در همان سال، او به عنوان مبلغ مذهبی در وارانگر منصوب شد.
در سال ۱۷۶۴، پورسانگر به تروندهایم بازگشت تا از کنوت لیم حمایت بیشتری کند و همزمان به عنوان کشیش بیمارستان نیز خدمت می‌کرد. در سال ۱۷۶۹، کالج مأموریت در کپنهاگ او را برای رسیدگی به پیشنهادی از دانشمند-کشیش یسوعی مجارستانی یانوس ساینوویچ احضار کرد. ساینوویچ به او پیشنهاد کرد که الفبای مجارستانی برای نوشتن به زبان سامی استفاده شود. بازدید ساینوویچ و ستاره‌شناس ماکسیمیلیان هل از وادسو برای مشاهده گذر زهره در سال ۱۷۶۹ نشان داد که سامی و زبان مجاری ریشه‌های زبانی مشترکی دارند. پورسانگر در پذیرش الفبای مجارستانی با ساینوویچ موافق بود، در حالی که لیم مخالف بود.
پورسانگر در طول اقامتش در کپنهاگ، به عنوان کشیش مقیم در کلیسای جامع نیداروس منصوب شد. با این حال، این انتصاب با مخالفت محلی روبرو شد و تلاش‌هایی را برای یافتن سمتی جایگزین برای او برانگیخت. سرانجام، در سال ۱۷۷۱، او در کلیسای وادسو کشیش شد. زبان مادری پورسانگر سامی بود و او وظیفه ترجمه بخش‌های مختلف کتاب مقدس به زبان سامی شمالی را بر عهده گرفت. بسیاری از این ترجمه‌ها پس از آنکه پورسانگر مجبور به ترک اقامت خود در تروندهایم شد، توسط خود او نابود شد.
زندگی پورسانگر به پایان نابهنگامی رسید. او در حالی که برای جستجوی یک مقام کلیسایی جدید به کپنهاگ سفر می‌کرد، به همراه خانواده‌اش در یک سانحه کشتی در نزدیکی شهر ریسور جان باخت. آنها در همان شهر به خاک سپرده شدند.
مشارکت‌های آندرس پورسانگر به عنوان اولین فرد تحصیل‌کرده سامی و فداکاری او در حفظ زبان و فرهنگ سامی، تأثیر ماندگاری بر تاریخ و میراث سامی گذاشته است.